# Sado di Joseon
Sado (사도?, 思悼?; Hanseong, 13 febbraio 1735 – Hanseong, 12 luglio 1762) è stato un principe coreano.

## Biografia

### Nascita e reggenza come principe ereditario
Sado nacque il 13 febbraio 1735 (21 gennaio del calendario lunare) con il nome Yi Seon (이선?) e il titolo di principe Jangheon. Era il secondo figlio di re Yeongjo, ma, siccome il fratellastro maggiore, il principe ereditario Hyojang, era morto nel 1728, fu nominato erede al trono a un anno. Si racconta che fosse un apparente prodigio e che riuscisse a camminare a quattro mesi e a scrivere sessanta ideogrammi all'età di due anni. Essendo figlio di una concubina, fu adottato dalla moglie del padre, la regina Jeongseong, a cento giorni dalla nascita, e crebbe lontano dalla madre.
Il rapporto tra Sado e re Yeongjo fu sempre molto teso perché il re s'irritava con facilità e puniva il figlio di fronte a grandi folle, che fossero di dame di corte o eunuchi. Questo portò il principe a sentirsi molto ansioso in presenza del padre e a non riuscire a rispondere subito alle sue domande. L'irritazione del re per Sado quindi crebbe e gradualmente iniziò a evitarlo; Sado era anche terrorizzato dalla madre, la consorte Yeong della famiglia Lee, che cercava di educarlo rigidamente, ed era molto cauto attorno a lei.
Nel 1743, il re e la regina gli scelsero come futura moglie la dama Hong (in seguito principessa Hyegyeong), sua coetanea, figlia del brillante studioso Hong Bong-han, che sposò il 27 aprile 1744. Verso la fine del 1745, all'età di dieci anni, il principe soffrì di una grave malattia, perdendo spesso conoscenza. Nel gennaio dell'anno seguente, lui e la moglie furono trasferiti momentaneamente in un altro palazzo più vicino alla residenza della consorte Yeong, dove Sado studiò seriamente. Era molto portato per l'arco e la spada, ma leggeva anche i miti. La nuova residenza gli permise di vedere più spesso la madre e le sorelle, e strinse un forte legame in particolare con la principessa Hwahyeop, che era sfavorita dal padre allo stesso modo. Nell'aprile del 1747, Sado e la principessa Hyegyeong furono spostati di residenza e il principe iniziò ad abbandonarsi ai divertimenti.
Nel 1749, arrivato all'età di quindici anni, Yeongjo lo nominò reggente, dandogli il potere di prendere decisioni su questioni amministrative, ma fu sempre insoddisfatto di qualunque linea d'azione il figlio intraprendesse. Inoltre, non gli permise di far visita alle tombe degli antenati fino al 1756, né di partecipare agli eventi di corte di buon auspicio.
Nel 1750, la principessa Hyegyeong diede alla luce il primogenito di Sado, Yi Jeong, che morì nel 1752. Poco dopo nacque il principe Yi San. A neanche tre settimane di vita, il bambino contrasse il morbillo, insieme ai genitori e a tutte le dame di corte. La famiglia si salvò, ma la sorella preferita di Sado, la principessa Hwahyeop, morì: Sado, che dalla malattia contratta all'età di dieci anni aveva sofferto di disturbi mentali e stranezze comportamentali, iniziò ad avere allucinazioni e incubi.

### Malattia
Nel 1752, Sado si dedicò alla lettura di un testo taoista intitolato Okchugyeong (옥추경?, 玉樞經?) durante la quale ebbe un'allucinazione e disse di aver visto il dio del tuono; come conseguenza, il cielo e i tuoni iniziarono a terrorizzarlo, si rifiutò di toccare qualunque oggetto che recasse inciso l'ideogramma di "tuono" e cominciò a preoccuparsi che il re lo incolpasse dei temporali invernali. Soffrì di periodi di instabilità mentale nel 1752 e nel 1753, ma gli attacchi divennero sempre più frequenti; tuttavia, durante brevi apparizioni ufficiali, di solito riusciva a comportarsi in modo abbastanza normale.
Nel 1753, mise incinta una dama di corte e, terrorizzato dalla rabbia paterna, la costrinse a prendere un abortivo, ma il bambino nacque comunque; da lei ebbe poi un altro figlio nel 1755.
Nel dicembre 1755, sua madre si ammalò e Sado andò a farle visita, ma il re ebbe uno scatto d'ira e gli ordinò di tornare indietro subito. Le condizioni del principe peggiorarono ulteriormente e cominciò a balbettare. Nell'estate del 1756, il re lo visitò inaspettatamente e lo trovò in uno stato di confusione mentale: pensando che fosse ubriaco, lo rimproverò amaramente, gesticolando e urlando. Quando il padre se ne fu andato, Sado divenne violento, iniziò a inseguire i suoi servitori e il palazzo prese fuoco.
Nella primavera del 1757, la madre di re Yeongjo, la regina Inwon, e la moglie del sovrano, la regina Jeongseong, morirono a distanza di un mese l'una dall'altra. Sado era molto legato a entrambe e le loro morti segnarono un deterioramento della sua salute mentale e del rapporto con il padre, e iniziò a picchiare gli eunuchi per sfogare la frustrazione e la rabbia. Lo stesso giorno della sepoltura della regina Jeongseong, entrò nelle proprie stanze reggendo la testa di un eunuco che aveva ucciso, costringendo la moglie e le dame di corte a guardarla. Dopo questo evento, uccise di frequente i dipendenti di palazzo per liberare le proprie emozioni, oltre ad aggredire e stuprare molte dame di corte. La principessa Hyegyeong lo denunciò alla consorte Yeong, ma la implorò di non parlarne a nessuno perché temeva per la propria sicurezza nel caso Sado lo avesse scoperto.
Alla fine del 1757, Sado prese un'altra consorte secondaria, Bingae, che era stata dama di compagnia di sua nonna, e i suoi rapporti con lei furono quindi considerati incestuosi. Quando re Yeongjo lo scoprì, rimproverò il figlio, che, angosciato, saltò in un pozzo, ma una guardia riuscì a tirarlo fuori perché pieno di ghiaccio. Lo stesso anno, una precedente fobia di Sado legata ai vestiti divenne problematica: tra i molti abiti presentatigli ogni giorno, alcuni venivano da lui bruciati, forse in offerta agli spiriti, e, se il personale faceva anche il minimo errore nel vestirlo, veniva ferito o ucciso.
A partire dal 1760, Sado, che già soffriva di ansia, disturbo ossessivo-compulsivo e disturbo del controllo degli impulsi, sviluppò la schizofrenia. Il giorno del suo venticinquesimo compleanno esplose indignato di fronte ai genitori, rimproverando la madre, il figlio e le due figlie. In seguito minacciò di morte la sorella minore, la principessa Hwawan, pretendendo che usasse la sua influenza su re Yeongjo per trasferire i palazzi e permettergli di visitare le sorgenti di Onyang. Il principe era inoltre violento nei confronti della moglie, che evitava gli eventi di corte per nascondere i lividi, e nel 1761 picchiò a morte Bingae durante uno scoppio d'ira. Lo stesso anno, contrasse la malaria, che durò per diversi mesi.
Sebbene l'alcol fosse sempre stato severamente proibito alla corte coreana, Sado iniziò a berne grandi quantità e a organizzare delle feste a tarda notte con orge, e, dal marzo 1762, cercò di diventare intimo con la principessa Hwawan. Iniziò a vagare per la capitale in incognito e a mutilare e uccidere i medici reali, i traduttori e il personale della corte, e ogni giorno nuovi cadaveri venivano portati fuori dal palazzo. Si ritiene che più di cento persone morirono per mano sua. Durante i gravi attacchi della sua malattia mentale, Sado non era a conoscenza dell'esistenza della moglie e dei figli, ma, quando era lucido, era immensamente fiero del figlio maggiore, che veniva lodato anche da re Yeongjo.

### Morte ed eredità
Il 14 giugno 1762 (22 maggio del calendario lunare), il re ricevette un documento da uno dei ministri, Na Gyeong-eon, che lo informava della cattiva condotta del principe ereditario, accusandolo di aver violato le regole di corte portandovi una suora e vivendo con lei. L'uomo fu messo a morte, mentre il principe Sado sospettò che fosse coinvolto il vedovo della sorella Hwahyeop ed espresse l'intenzione di ucciderlo. Nel frattempo, continuò a importunare la sorella Hwawan e cercò di introdursi nei suoi appartamenti.
Nell'estate del 1762, un alterco con un funzionario di corte fece infuriare il principe, che, per vendetta, minacciò di ucciderne il figlio e cercò di sgattaiolare attraverso un passaggio per l'acqua fino al palazzo per realizzare quanto aveva detto, ma non ci riuscì. Delle voci sull'intrusione del principe però si diffusero a corte, sostenendo che avesse tentato di entrare a palazzo per uccidere re Yeongjo. Temendo per i propri nipoti, la consorte Yeong implorò Yeongjo di occuparsi di Sado. Secondo le regole di corte, il corpo di un reale non poteva essere violato e, vista la pratica allora comune della punizione collettiva, sua moglie e suo figlio, l'unico erede maschio diretto della famiglia, avrebbero potuto dover affrontare la morte o l'esilio se Sado fosse stato giustiziato come criminale.
Come soluzione, il 4 luglio 1762 Yeongjo convocò Sado, lo depose e gli ordinò di entrare in una madia per il riso. Dopo due giorni fece legare con una corda la madia e la coprì con dell'erba. Quando, dopo la notte del settimo giorno, Sado non diede più risposta, la madia fu aperta e fu dichiarato morto di fame l'ottavo giorno. Il principe fu sepolto sul monte Baebong a Yangju e questi eventi divennero noti come "l'incidente Imho". Tutti i suoi servitori furono messi a morte; la principessa Hyegyeong fu declassata e tornò alla casa paterna, dove stette separata dal figlio per tre anni, diventando malinconica e ammalandosi spesso; la principessa Hwawan fu declassata, esiliata e avvelenata; la madre di Sado morì, invece, il 23 agosto 1764.
Yeongjo diede al figlio il titolo postumo di "Sado", che significa "Una grande sofferenza quando si pensa a lui"; gli ridiede anche la posizione di principe ereditario quindici giorni dopo la morte, ma proibì qualunque menzione al nome del figlio durante il resto del suo regno. Per questo motivo, il figlio di Sado, Yi San, che poi salì al trono come Jeongjo nel 1776 in seguito alla morte del nonno, fu aggiunto al registro di famiglia del defunto zio, il principe Hyojang.
Durante tutto il suo regno, Jeongjo mostrò una grande devozione filiale nei confronti di Sado, dichiarando di essere suo figlio poco dopo l'ascesa al trono, e gli ridiede il suo nome e il suo titolo, principe Jangheon, oltre a uccidere tutti coloro che ritenne responsabili della morte paterna. Nel 1789 spostò il corpo a Hyeollyungwon vicino a Suwon, a trenta chilometri a sud di Seul, e cinque anni dopo costruì la fortezza di Hwaseong a Suwon in memoria del padre. La principessa Hyegyeong fu sepolta insieme al marito alla sua morte nel 1816, e nel 1899 i due coniugi ricevettero i titoli postumi di imperatore Jangjong (장종?, 莊宗?) e imperatrice Heonyeong.
Durante il diciannovesimo secolo, iniziarono a circolare delle voci secondo le quali il principe Sado non fosse mentalmente instabile, ma fu incastrato, confutate tuttavia dalle memorie scritte dalla principessa Hyegyeong durante la sua vita. La morte del principe rimane però argomento di dibattito tra chi sostiene che fu la conseguenza della sua cattiva condotta e chi ritiene che sia stato vittima di una cospirazione ordita dai suoi avversari politici.

## Famiglia
- Padre: Yeongjo di Joseon (31 ottobre 1694-22 aprile 1776)
- Madre: consorte Yeong del bon-gwan Lee di Jeonui (15 agosto 1696-23 agosto 1764)
- Consorti e figli:

1. Principessa Hyegyeong del bon-gwan Hong di Pungsan (6 agosto 1735-13 gennaio 1816)
  1. Yi Jeong, principe ereditario Uiso (27 settembre 1750-17 aprile 1752)
  2. Yi San (28 ottobre 1752-18 agosto 1800)
  3. Principessa Cheongyeon (1754-9 giugno 1821)
  4. Principessa Cheongseon (1756-20 luglio 1802)
2. Consorte Suk del bon-gwan Im di Buan (?-1773)
  1. Yi In, principe Euneon (29 maggio 1754-30 giugno 1801)
  2. Yi Jin, principe Eunsin (11 gennaio 1755-29 marzo 1771)
3. Bingae, consorte Gyeong della famiglia Park (?-gennaio 1761)
  1. Principessa Cheonggeun (1758-1 settembre 1835)
  2. Yi Chan, principe Eunjeon (14 agosto 1759-26 agosto 1778)